# Ти-Мобайл Парк
Ти-Мобайл Парк (англ. T-Mobile Park) — бейсбольный стадион с раздвижной крышей в Сиэтле (штат Вашингтон, США). Владельцем и управляющим стадионом является организация Washington-King County Stadium Authority. Стадион является домашней ареной команды Главной лиги бейсбола «Сиэтл Маринерс» и может вместить 47 476 человек.
Кроме «Маринерс», на «Сэфико-филд» проходили любительские бейсбольные соревнования, включая чемпионат среди школьных команд штата, а также здесь каждый сезон бейсбольная команда «Вашингтон Хаскис» проводит одну игру в сезоне. Кроме бейсбола в 2001 и 2002 годах здесь проходил матчи американского футбола Сиэтл Боул и Рестлмания XIX в 2003 году, которая собрала рекордное количество зрителей для стадиона — 54 097 человек.
Права на название стадиона принадлежат компании Safeco Insurance, которая заключила 20-летний контракт на сумму 40 млн долларов.